# Grand Prix de Lugano 2014
La 31e édition du Grand Prix de Lugano a eu lieu le 2 mars 2014. La course fait partie du calendrier UCI Europe Tour 2014 en catégorie 1.1.
La course a été remportée lors d'un sprint d'une dizaine de coureurs par l'Italien Mauro Finetto (Yellow Fluo) respectivement devant ses compatriotes Sonny Colbrelli (Bardiani CSF) et Diego Ulissi (Lampre-Merida).

## Présentation

### Équipes
Classé en catégorie 1.1 de l'UCI Europe Tour, le Grand Prix de Lugano est par conséquent ouvert aux UCI ProTeams dans la limite de 50 % des équipes participantes, aux équipes continentales professionnelles, aux équipes continentales et aux équipes nationales.
L'organisateur a communiqué la liste des équipes invitées le 21 février 2014. 22 équipes participent à ce Grand Prix de Lugano - 4 ProTeams, 6 équipes continentales professionnelles et 12 équipes continentales :
| Nom de l'équipe  | Pays      | Code |
| ---------------- | --------- | ---- |
| AG2R La Mondiale | France    | ALM  |
| Cannondale       | Italie    | CAN  |
| Lampre-Merida    | Italie    | LAM  |
| Orica-GreenEDGE  | Australie | OGE  |

| Nom de l'équipe | Pays           | Code |
| --------------- | -------------- | ---- |
| Bardiani CSF    | Italie         | BAR  |
| Colombia        | Colombie       | COL  |
| IAM             | Suisse         | IAM  |
| MTN-Qhubeka     | Afrique du Sud | MTN  |
| RusVelo         | Russie         | RVL  |
| Yellow Fluo     | Italie         | YEL  |

| Nom de l'équipe          | Pays       | Code |
| ------------------------ | ---------- | ---- |
| Adria Mobil              | Slovénie   | ADR  |
| Area Zero                | Italie     | AZT  |
| Gourmetfein Simplon Wels | Autriche   | RSW  |
| Idea                     | Italie     | IDE  |
| Itera-Katusha            | Russie     | TIK  |
| Leopard Development      | Luxembourg | LDT  |
| Marchiol Emisfero        | Italie     | MAE  |
| Meridiana Kamen          | Croatie    | MKT  |
| MG Kvis-Trevigiani       | Italie     | MGK  |
| Radenska                 | Slovénie   | RAR  |
| Vini Fantini Nippo       | Japon      | VFN  |
| Vorarlberg               | Autriche   | VBG  |

## Classement final
|    | Coureur           | Pays     | Équipe           |    | Temps           |
| -- | ----------------- | -------- | ---------------- | -- | --------------- |
| 1  | Mauro Finetto     | Italie   | Yellow Fluo      | en | 4 h 12 min 14 s |
| 2  | Sonny Colbrelli   | Italie   | Bardiani CSF     | +  | m.t             |
| 3  | Diego Ulissi      | Italie   | Lampre-Merida    |    | m.t             |
| 4  | Damiano Cunego    | Italie   | Lampre-Merida    |    | m.t             |
| 5  | Jérôme Pineau     | France   | IAM              |    | m.t             |
| 6  | Maxime Bouet      | France   | AG2R La Mondiale |    | m.t             |
| 7  | Jarlinson Pantano | Colombie | Colombia         |    | m.t             |
| 8  | Matej Mugerli     | Slovénie | Adria Mobil      |    | m.t             |
| 9  | Davide Formolo    | Italie   | Cannondale       |    | m.t             |
| 10 | Paolo Ciavatta    | Italie   | Area Zero        |    | m.t             |

## Liste des participants
- Liste de départ complète

| Légende | Légende                                                                    | Légende | Légende                                                    |
| ------- | -------------------------------------------------------------------------- | ------- | ---------------------------------------------------------- |
| Num     | Dossard de départ porté par le coureur sur ce Grand Prix de Lugano         | Pos     | Position à l'arrivée de la course                          |
|         | Indique un maillot de champion national ou mondial, suivi de sa spécialité | NP      | Indique un coureur qui n'a pas pris le départ de la course |
| AB      | Indique un coureur qui n'a pas terminé la course                           | HD      | Indique un coureur qui a terminé la course hors des délais |

| Cannondale CAN | Cannondale CAN             | Cannondale CAN |
| -------------- | -------------------------- | -------------- |
| Num            | Coureur                    | Pos            |
| 1              | Ivan Basso (ITA)           | 13e            |
| 2              | Michel Koch (GER)          | 49e            |
| 3              | Davide Formolo (ITA)       | 9e             |
| 4              | Matej Mohorič (SLO)        | AB             |
| 5              | Daniele Ratto (ITA)        | 67e            |
| 6              | Matthias Krizek (AUT)      | AB             |
| 7              | Paolo Longo Borghini (ITA) | 68e            |
| 8              | Davide Villella (ITA)      | 28e            |

| Lampre-Merida LAM | Lampre-Merida LAM       | Lampre-Merida LAM |
| ----------------- | ----------------------- | ----------------- |
| Num               | Coureur                 | Pos               |
| 11                | Diego Ulissi (ITA)      | 3e                |
| 12                | Damiano Cunego (ITA)    | 4e                |
| 13                | Niccolò Bonifazio (ITA) | AB                |
| 14                | Matteo Bono (ITA)       | AB                |
| 15                | Andrea Palini (ITA)     | AB                |
| 16                | Manuele Mori (ITA)      | 88e               |
| 17                | José Serpa (COL)        | 82e               |
| 18                | Luca Wackermann (ITA)   | 40e               |

| Orica-GreenEDGE OGE | Orica-GreenEDGE OGE            | Orica-GreenEDGE OGE |
| ------------------- | ------------------------------ | ------------------- |
| Num                 | Coureur                        | Pos                 |
| 21                  |                                |                     |
| 22                  | Ivan Santaromita (ITA) (Route) | 11e                 |
| 23                  | Simon Clarke (AUS)             | 62e                 |
| 24                  | Christian Meier (CAN)          | 37e                 |
| 25                  | Adam Yates (GBR)               | 30e                 |
| 26                  | Simon Yates (GBR)              | 64e                 |
| 27                  | Cameron Meyer (AUS)            | 87e                 |
| 28                  | Leigh Howard (AUS)             | AB                  |

| AG2R La Mondiale ALM | AG2R La Mondiale ALM    | AG2R La Mondiale ALM |
| -------------------- | ----------------------- | -------------------- |
| Num                  | Coureur                 | Pos                  |
| 31                   | Rinaldo Nocentini (ITA) | 56e                  |
| 32                   | Maxime Bouet (FRA)      | 6e                   |
| 33                   | Samuel Dumoulin (FRA)   | 60e                  |
| 34                   | Davide Appollonio (ITA) | 99e                  |
| 35                   | Alexis Gougeard (FRA)   | AB                   |
| 36                   | Patrick Gretsch (GER)   | AB                   |
| 37                   | Julian Kern (GER)       | AB                   |
| 38                   | Matteo Montaguti (ITA)  | 29e                  |

| Colombia COL | Colombia COL               | Colombia COL |
| ------------ | -------------------------- | ------------ |
| Num          | Coureur                    | Pos          |
| 41           | Miguel Ángel Rubiano (COL) | 20e          |
| 42           | Fabio Duarte (COL)         | AB           |
| 43           | Jarlinson Pantano (COL)    | 7e           |
| 44           | Darwin Pantoja (COL)       | 91e          |
| 45           | Jonathan Paredes (COL)     | 84e          |
| 46           |                            |              |
| 47           | Edward Díaz (COL)          | 35e          |
| 48           | Rodolfo Torres (COL)       | 24e          |

| IAM | IAM                         | IAM |
| --- | --------------------------- | --- |
| Num | Coureur                     | Pos |
| 51  | Mathias Frank (SUI)         | 23e |
| 52  | Jonathan Fumeaux (SUI)      | 17e |
| 53  | Jérôme Pineau (FRA)         | 5e  |
| 54  | Reto Hollenstein (SUI)      | 31e |
| 55  | Sébastien Reichenbach (SUI) | 16e |
| 56  | Patrick Schelling (SUI)     | AB  |
| 57  | Johann Tschopp (SUI)        | 57e |
| 58  | Marcel Wyss (SUI)           | 83e |

| Bardiani CSF BAR | Bardiani CSF BAR                 | Bardiani CSF BAR |
| ---------------- | -------------------------------- | ---------------- |
| Num              | Coureur                          | Pos              |
| 61               | Enrico Battaglin (ITA)           | 22e              |
| 62               | Marco Canola (ITA)               | 61e              |
| 63               | Stefano Locatelli (ITA)          | 85e              |
| 64               | Sonny Colbrelli (ITA)            | 2e               |
| 65               | Angelo Pagani (ITA)              | 18e              |
| 66               | Edoardo Zardini (ITA)            | 34e              |
| 67               | Enrico Barbin (ITA)              | 86e              |
| 68               | Francesco Manuel Bongiorno (ITA) | 14e              |

| Yellow Fluo YEL | Yellow Fluo YEL        | Yellow Fluo YEL |
| --------------- | ---------------------- | --------------- |
| Num             | Coureur                | Pos             |
| 71              | Fabio Taborre (ITA)    | 15e             |
| 72              | Samuele Conti (ITA)    | 74e             |
| 73              | Andrea Fedi (ITA)      | 73e             |
| 74              | Mauro Finetto (ITA)    | 1er             |
| 75              | Rafael Andriato (BRA)  | 47e             |
| 76              | Simone Ponzi (ITA)     | 54e             |
| 77              | Francesco Failli (ITA) | 51e             |
| 78              | Matteo Rabottini (ITA) | 21e             |

| MTN-Qhubeka MTN | MTN-Qhubeka MTN            | MTN-Qhubeka MTN |
| --------------- | -------------------------- | --------------- |
| Num             | Coureur                    | Pos             |
| 81              | Songezo Jim (RSA)          | AB              |
| 82              | Jani Tewelde (ERI)         | AB              |
| 83              | Dennis van Niekerk (RSA)   | AB              |
| 84              | Meron Russom (ERI)         | AB              |
| 85              | Adrien Niyonshuti (RWA)    | AB              |
| 86              |                            |                 |
| 87              | Sergio Pardilla (ESP)      | 25e             |
| 88              | Daniel Teklehaimanot (ERI) | 71e             |

| RusVelo RVL | RusVelo RVL              | RusVelo RVL |
| ----------- | ------------------------ | ----------- |
| Num         | Coureur                  | Pos         |
| 91          | Sergueï Lagoutine (RUS)  | 53e         |
| 92          | Sergey Firsanov (RUS)    | 38e         |
| 93          | Sergey Pomoshnikov (RUS) | 44e         |
| 94          | Ilnur Zakarin (RUS)      | 36e         |
| 95          | Artem Ovechkin (RUS)     | 77e         |
| 96          | Sergueï Klimov (RUS)     | 78e         |
| 97          | Ivan Balykin (ITA)       | 76e         |
| 98          |                          |             |

| Vini Fantini Nippo VFN | Vini Fantini Nippo VFN     | Vini Fantini Nippo VFN |
| ---------------------- | -------------------------- | ---------------------- |
| Num                    | Coureur                    | Pos                    |
| 101                    | Riccardo Stacchiotti (ITA) | AB                     |
| 102                    | Alessandro Malaguti (ITA)  | 45e                    |
| 103                    | Pierpaolo De Negri (ITA)   | AB                     |
| 104                    | Daniel Paulus (AUT)        | 69e                    |
| 105                    | Genki Yamamoto (JPN)       | AB                     |
| 106                    | Shiki Kuroeda (JPN)        | AB                     |
| 107                    | Manabu Ishibashi (JPN)     | AB                     |
| 108                    | Alessandro Bisolti (ITA)   | AB                     |

| Meridiana Kamen MKT | Meridiana Kamen MKT       | Meridiana Kamen MKT |
| ------------------- | ------------------------- | ------------------- |
| Num                 | Coureur                   | Pos                 |
| 111                 | Peter Kozlovic (CRO)      | AB                  |
| 112                 | Davide Mucelli (ITA)      | 19e                 |
| 113                 | Mariano Giallorenzo (ITA) | NP                  |
| 114                 | Antonio Santoro (ITA)     | 12e                 |
| 115                 | Emanuel Kišerlovski (CRO) | 48e                 |
| 116                 | Igor Rudan (CRO)          | AB                  |
| 117                 | Endi Širol (CRO)          | AB                  |
| 118                 |                           |                     |

| Radenska RAR | Radenska RAR                | Radenska RAR |
| ------------ | --------------------------- | ------------ |
| Num          | Coureur                     | Pos          |
| 121          | Antonio Testa (ITA)         | AB           |
| 122          | Alessio Marchetti (ITA)     | AB           |
| 123          | Luka Pibernik (SLO) (Route) | 41e          |
| 124          | Andrej Rajšp (SLO)          | AB           |
| 125          | Marko Pavlic (SLO)          | 101e         |
| 126          | Tadej Hiti (SLO)            | AB           |
| 127          | Žiga Ručigaj (SLO)          | AB           |
| 128          | Rok Korošec (SLO)           | AB           |

| Adria Mobil ADR | Adria Mobil ADR       | Adria Mobil ADR |
| --------------- | --------------------- | --------------- |
| Num             | Coureur               | Pos             |
| 131             | David Per (SLO)       | AB              |
| 132             | Kristjan Fajt (SLO)   | AB              |
| 133             | Primož Roglič (SLO)   | 52e             |
| 134             | Klemen Štimulak (SLO) | AB              |
| 135             | Matej Mugerli (SLO)   | 8e              |
| 136             | Domen Novak (SLO)     | AB              |
| 137             | Radoslav Rogina (CRO) | 26e             |
| 138             | Bruno Maltar (CRO)    | AB              |

| Gourmetfein Simplon Wels RSW | Gourmetfein Simplon Wels RSW | Gourmetfein Simplon Wels RSW |
| ---------------------------- | ---------------------------- | ---------------------------- |
| Num                          | Coureur                      | Pos                          |
| 141                          | Dennis Paulus (AUT)          | AB                           |
| 142                          | Jure Golčer (SLO)            | 66e                          |
| 143                          | Felix Grossschartner (AUT)   | 93e                          |
| 144                          | Patrick Konrad (AUT)         | 39e                          |
| 145                          | Matija Kvasina (CRO)         | 27e                          |
| 146                          | Matej Marin (SLO)            | AB                           |
| 147                          | Sebastian Schönberger (AUT)  | AB                           |
| 148                          | Lukas Zeller (AUT)           | AB                           |

| Itera-Katusha TIK | Itera-Katusha TIK         | Itera-Katusha TIK |
| ----------------- | ------------------------- | ----------------- |
| Num               | Coureur                   | Pos               |
| 151               | Maksim Razumov (RUS)      | 79e               |
| 152               | Mikhail Akimov (RUS)      | 33e               |
| 153               | Roman Katirin (RUS)       | 32e               |
| 154               | Dmitrii Ignatiev (RUS)    | 59e               |
| 155               | Alexander Foliforov (RUS) | 42e               |
| 156               | Sergey Nikolaev (RUS)     | 90e               |
| 157               | Igor Frolov (RUS)         | 72e               |
| 158               | Dmytro Kosyakov (RUS)     | AB                |

| Idea IDE | Idea IDE                 | Idea IDE |
| -------- | ------------------------ | -------- |
| Num      | Coureur                  | Pos      |
| 161      | Simone Carantoni (ITA)   | AB       |
| 162      | Mirko Tedeschi (ITA)     | AB       |
| 163      | Ricardo Pichetta (ITA)   | 46e      |
| 164      | Alessandro Pettiti (ITA) | AB       |
| 165      | Fabio Gadda (ITA)        | AB       |
| 166      | Davide Ballerini (ITA)   | 65e      |
| 167      | Matteo Collodel (ITA)    | 43e      |
| 168      | Matteo Spreafico (ITA)   | 89e      |

| Leopard Development LDT | Leopard Development LDT | Leopard Development LDT |
| ----------------------- | ----------------------- | ----------------------- |
| Num                     | Coureur                 | Pos                     |
| 171                     | Piero Baffi (ITA)       | AB                      |
| 172                     | Dennis Coenen (BEL)     | AB                      |
| 173                     | Alex Kirsch (LUX)       | 102e                    |
| 174                     | Patrick Olesen (DEN)    | 104e                    |
| 175                     | Massimo Morabito (LUX)  | AB                      |
| 176                     | Florian Salzinger (GER) | AB                      |
| 177                     | Tom Thill (LUX)         | 103e                    |
| 178                     | Joël Zangerlé (LUX)     | 92e                     |

| Area Zero AZT | Area Zero AZT           | Area Zero AZT |
| ------------- | ----------------------- | ------------- |
| Num           | Coureur                 | Pos           |
| 181           | Paolo Ciavatta (ITA)    | 10e           |
| 182           | Fabio Chinello (ITA)    | 96e           |
| 183           | Giovanni Carboni (ITA)  | AB            |
| 184           | Gianluca Leonardi (ITA) | 81e           |
| 185           | Gianluca Mengardo (ITA) | 97e           |
| 186           | Silvio Giorni (ITA)     | AB            |
| 187           | Simone Petilli (ITA)    | 80e           |
| 188           | Charly Petelin (ITA)    | AB            |

| MG Kvis-Trevigiani MGK | MG Kvis-Trevigiani MGK       | MG Kvis-Trevigiani MGK |
| ---------------------- | ---------------------------- | ---------------------- |
| Num                    | Coureur                      | Pos                    |
| 191                    | Daniele Aldegheri (ITA)      | AB                     |
| 192                    | Matteo Busato (ITA)          | 55e                    |
| 193                    | Luca Chirico (ITA)           | 70e                    |
| 194                    | Lorenzo Di Remigio (ITA)     | 98e                    |
| 195                    | Riccardo Donato (ITA)        | AB                     |
| 196                    | Andrei Nechita (ROU) (Route) | AB                     |
| 197                    | Carlo Brugnotto (ITA)        | AB                     |
| 198                    | Rino Gasparrini (ITA)        | AB                     |

| Vorarlberg VBG | Vorarlberg VBG           | Vorarlberg VBG |
| -------------- | ------------------------ | -------------- |
| Num            | Coureur                  | Pos            |
| 201            | Nicolas Baldo (FRA)      | 50e            |
| 202            | Adrien Chenaux (SUI)     | 100e           |
| 203            | Dominik Hrinkow (AUT)    | AB             |
| 204            | Andreas Hofer (AUT)      | AB             |
| 205            | Grischa Janorschke (GER) | AB             |
| 206            | Fabian Schnaidt (GER)    | AB             |
| 207            | Christoph Springer (GER) | 95e            |
| 208            | Nicolas Winter (SUI)     | AB             |

| Marchiol Emisfero MAE | Marchiol Emisfero MAE    | Marchiol Emisfero MAE |
| --------------------- | ------------------------ | --------------------- |
| Num                   | Coureur                  | Pos                   |
| 211                   | Antonio Nibali (ITA)     | 63e                   |
| 212                   | Enea Cambianica (SUI)    | AB                    |
| 213                   | Gianluca Ocanha (SUI)    | AB                    |
| 214                   | Simone Antonini (ITA)    | 75e                   |
| 215                   | Raffaello Bonusi (ITA)   | 58e                   |
| 216                   | Andrea Vaccher (ITA)     | AB                    |
| 217                   | Francesco Sedaboni (ITA) | 94e                   |
| 218                   | Enrico Franzoi (ITA)     | AB                    |